# Why Georgia
Why Georgia è un singolo del cantautore statunitense John Mayer, pubblicato il 29 aprile 2003 come terzo estratto dal primo album in studio Room for Squares.

## Tracce
Edizione USA
1. Why Georgia – 4:28
2. 3x5 (Live at the X Lounge) – 5:18
3. No Such Thing (Demo Version) (John Mayer & Clay Cook) – 3:51

Edizione internazionale
1. Why Georgia – 4:28
2. 3x5 (Live at the X Lounge) (feat. Brad Paisley) – 5:18
3. No Such Thing (Demo Version) (Mayer & Cook) – 3:51
4. Why Georgia (Any Given Thursday version) – 6:51
5. How Georgia of It (Demo) (Drew Amato and Horny Mike) – 7:03